# Acronicta clausa
Acronicta clausa là một loài bướm đêm trong họ Noctuidae.